# Nematopsis schneideri
Nematopsis schneideri is een soort in de taxonomische indeling van de Myxozoa, een stam van microscopische parasitaire dieren. Het organisme komt uit het geslacht Nematopsis en behoort tot de familie Porosporidae. Nematopsis schneideri werd in 1931 ontdekt door Hatt.